# 日本民藝館
日本民藝館（にほんみんげいかん）は、東京都目黒区駒場四丁目にある美術館で、「『民藝品の蒐集や保管』『民藝に関する調査研究』『民藝思想の普及』『展覧会』」を軸に活動している。

## 沿革
1936年に宗教哲学者、美術研究家で民藝運動の主唱者だった柳宗悦により創設、現在の運営は公益財団法人日本民芸館（にほんみんげいかん、法人番号：9013205001720）で、館内に日本民藝協会がある。

### 開館まで
日本民藝館を創設した柳宗悦は、日本（当時）各地の焼き物、染織、漆器、木竹工など、無名の工人の作になる日用雑器、朝鮮王朝時代の美術工芸品、木喰（もくじき）の仏像など、それまでの美術史が正当に評価してこなかった、西洋的な意味でのファインアートでもなく高価な古美術品でもない、無名の職人による民衆的美術工芸の美を発掘し、世に紹介することに努め、「民藝運動」を創始した

#### 朝鮮民族美術館
柳は、1914年（大正3年）、朝鮮陶磁研究家の浅川伯教（あさかわのりたか）との出会いを通じて朝鮮の美術に関心をもつようになる。浅川が柳を訪問した際に土産として持参した朝鮮の白磁に魅せられた柳は、以後朝鮮半島、特に朝鮮王朝時代の美術に傾倒し、1916年（大正5年）以降、たびたび訪朝するようになる。朝鮮半島は1910年（明治43年）以来日本の支配下にあったが、柳は朝鮮独自の文化を無視しようとする日本政府の政策に反発し、当時の美術史家や収集家がほとんどかえりみなかった朝鮮王朝時代の白磁、民画、家具などの素朴な美を世に紹介することに努めた。1921年（大正10年）には東京・神田にて日本初の朝鮮美術展、「朝鮮民族美術展覧会」を開催した。1924年（大正13年）には、浅川伯教と弟の浅川巧の援助を得て、ソウルの景福宮内に「朝鮮民族美術館」を開設するに至った。

#### 「民藝」の誕生と美術館構想
1923年の関東大震災の大被害を契機として京都市に居を移した柳は、実作者である濱田庄司、河井寛次郎らと親交を深める。柳は日本各地に個性的な仏像を残した江戸時代の遊行僧・木喰の「再発見」者としても知られ、1924年（大正13年）以来、木喰の事績を求めて佐渡をはじめ日本各地に調査旅行をしている。この調査旅行や濱田に紹介されたイギリスのスリップウェア、京都の朝市での「下手物」の収集を通して、民間で使用されている日常品への関心を深めていき、1925年の末ごろに柳や濱田、河井は「民藝」ということばを造語し、使用し始める。1926年には、柳、濱田、河井と陶芸家富本憲吉の４人の連名で「日本民藝美術館設立趣意書」を発表し、このとき民藝品のための美術館施設の設立計画が始動した。
柳は収集した工芸品を私有せず広く一般に公開したいと考えており、1920年代後半には帝室博物館（現在の東京国立博物館）に収集品の寄贈を提案したが、寄贈は博物館側から拒否された。このことにより、「官」に頼らずに自ら美術館を設立することを目指すようになった。さらに、1929年にはスウェーデンを訪れ、現地の北方博物館やスカンセン（野外博物館）から美術館の構想に大きな影響を受けた。
1931年4月、柳は浜松市の高林兵衛邸内に日本民藝美術館を開館する。1933年5月には閉館するが、日本民藝館の準備となった。さらに、1934年には民藝運動の活動母体として日本民藝協会を発足させる。

### 開館
1935年1月、ふたたび東京へ居を移した柳は、3月には実業家大原孫三郎（株式会社クラレ、大原美術館、大原社会問題研究所などの創設者）から美術館開館に際しての経済面の援助（10万円）の申し出を受け、1936年（昭和11年）10月に、東京・駒場の自邸隣に日本民藝館を開設した。初代館長は柳宗悦自らで、開館展示は「現代作家工藝品展覧会」で、濱田や河井、富本、芹沢らの作品などが展示された。

### 開館後
戦時末期の1945年の3月には臨時閉鎖し、6月には所蔵品が一部疎開、焼き物は庭に埋められた。終戦後の12月には再開するも、1946年12月に占領軍のGHQが、日本民藝館西館と柳邸を接収すると通告。翌年1月には閉鎖されるが、米国赤十字のベス・ブレイクやイギリス人で学習院教授であったレジナルド・ブライスら日本文化の理解者の尽力により、3月には接収が解除された。戦後は皇族らも度々訪れた。
1961年5月3日、柳宗悦が死去、濱田庄司が2代目館長を継いだ。
1968年7月27日、日本民藝館理事長だった大原總一郎が死去、後任は濱田が兼務で就任した。
1970年3月、大阪万国博覧会に日本民藝館が開館。会期終了後には大阪府に寄贈、改装され1972年3月に大阪日本民芸館で新装開館。初代館長は濱田庄司が兼務した（第2代館長は柳宗理、2011年3月まで）。 
1977年12月、濱田が館長を退任し、第3代館長に柳宗理が就任。濱田は翌年1月5日に没した。
1980年1月、日本民藝館と日本民藝協会の合同会議で、日本民藝館設立50周年記念出版として『柳宗悦全集』の刊行が決定し、同年11月より筑摩書房で刊行開始。
1981年7月、日本民藝館50周年記念出版『民藝大鑑』（全集の図録篇で全5巻、筑摩書房、1983年まで）が刊行開始。
1982年、日本民藝館新館が竣工する。翌年には日本民藝館改築前の大広間と館長室が愛知県豊田市に移築され、豊田市民芸館で開館した。
1986年には、通年で日本民藝館創立50周年記念展。特別展の内容は、「大津絵（1〜2月）」、「日本の民藝（3〜5月）」「李朝の民藝（5〜7月）」、「沖縄の民藝（8〜9月）」、「柳宗悦と作家達（10〜12月）」が開催された。
1999年、日本民藝館本館と付属する塀、西館長屋門と付属する塀が国の登録有形文化財となった。
2002年から2006年にかけ大改修が行われた。
2012年7月、第4代館長小林陽太郎が退任し、後任の第5代館長に深澤直人が選出された。

## 本館と展示

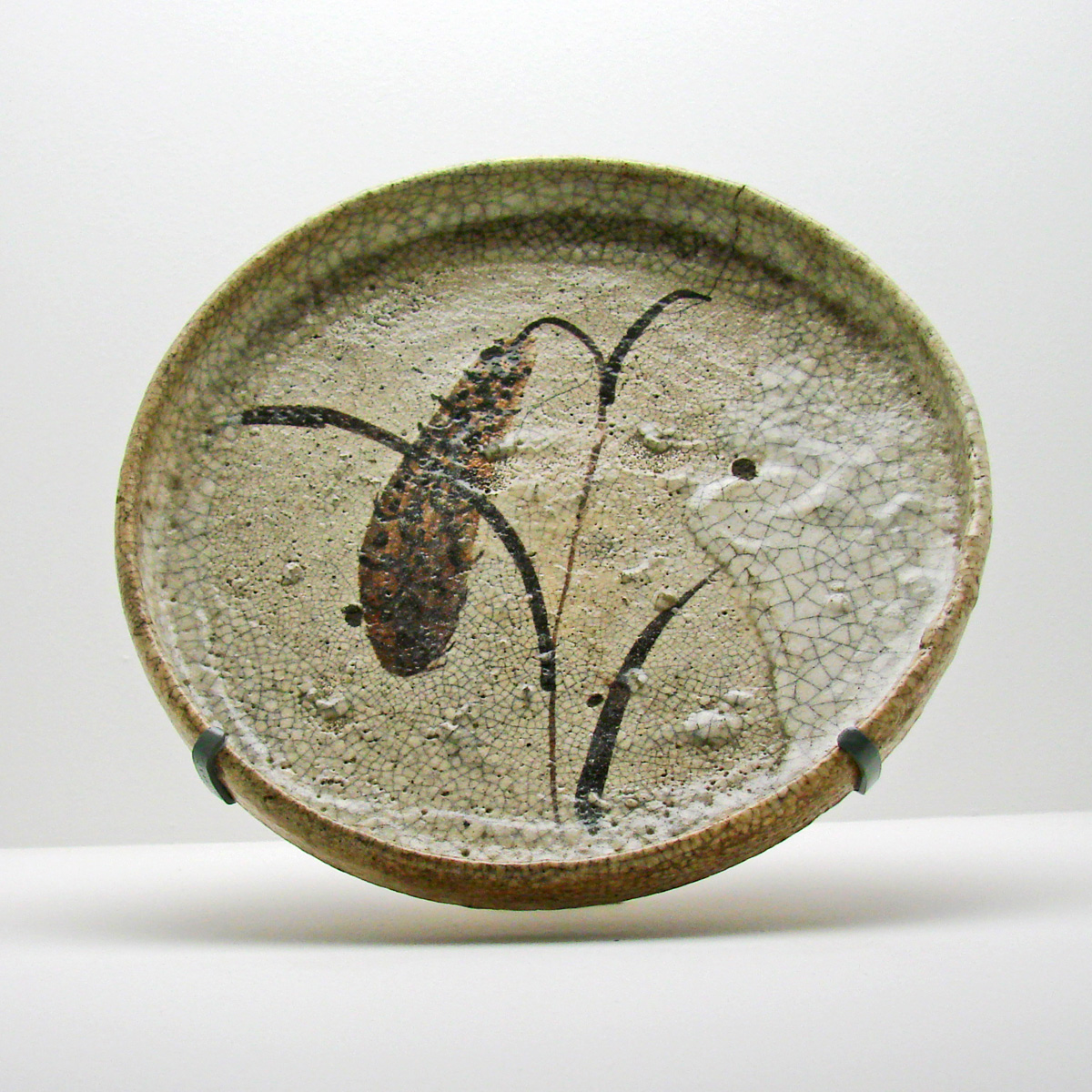
粟文志野平鉢 16世紀

日本民藝館は広大な駒場公園（前田侯爵邸跡）に隣接し、付近は東京大学駒場キャンパス、日本近代文学館、旧前田侯爵邸などが所在する文教地区であるが、開館当時は水田と竹やぶに囲まれた東京の郊外であった。日本民藝館本館は、木造2階建瓦葺きの蔵造り風建築で、1階部分の外壁には大谷石を貼り、2階部分は白壁とする。木造の本館の背後には鉄筋コンクリート造の新館（1983年竣工）が建つが、本館と新館は内部で連絡しており、一体となった内部空間を形成している。
本館内部は1・2階とも、中央の階段ホールをはさんで左右に2部屋ずつ、計8部屋がある。このうち1階左手前の1室はミュージアムショップで、出版物や新作民芸品の売店として使われ、他の7室が展示室となっている。2階奥の新館部分（鉄筋コンクリート造）には、天井の高い特別展示室が設けられ、年数回開催される企画展示の会場となっている。
観覧者は本館入口で靴をスリッパに履き替えて入館する。館内は1階ホール部分が大谷石敷き、その他は板敷きの床となっており、採光には紙障子が使われ、陳列ケースも木製のものを用いるなど、純和風のインテリアになっている。展示品の名称は小さな板に手書き文字で書かれ、題名以外の解説的な文章は一切添えられていない。これは、知識の前にまず無心に物と向かい合うべきだという柳の信条に基づくものである。

## 歴代の館長
- 初代館長：柳宗悦
- 第2代：濱田庄司（任期：1961年 - 1977年）
- 第3代：柳宗理（宗悦の長男でプロダクトデザインで著名）[4]、2006年7月に館長を退任し名誉館長[18]
- 第4代：小林陽太郎（実業家）[4][19]（2006年-2012年）
- 第5代：深澤直人（プロダクトデザイナー）2012年7月に就任[4][16]

## コレクション

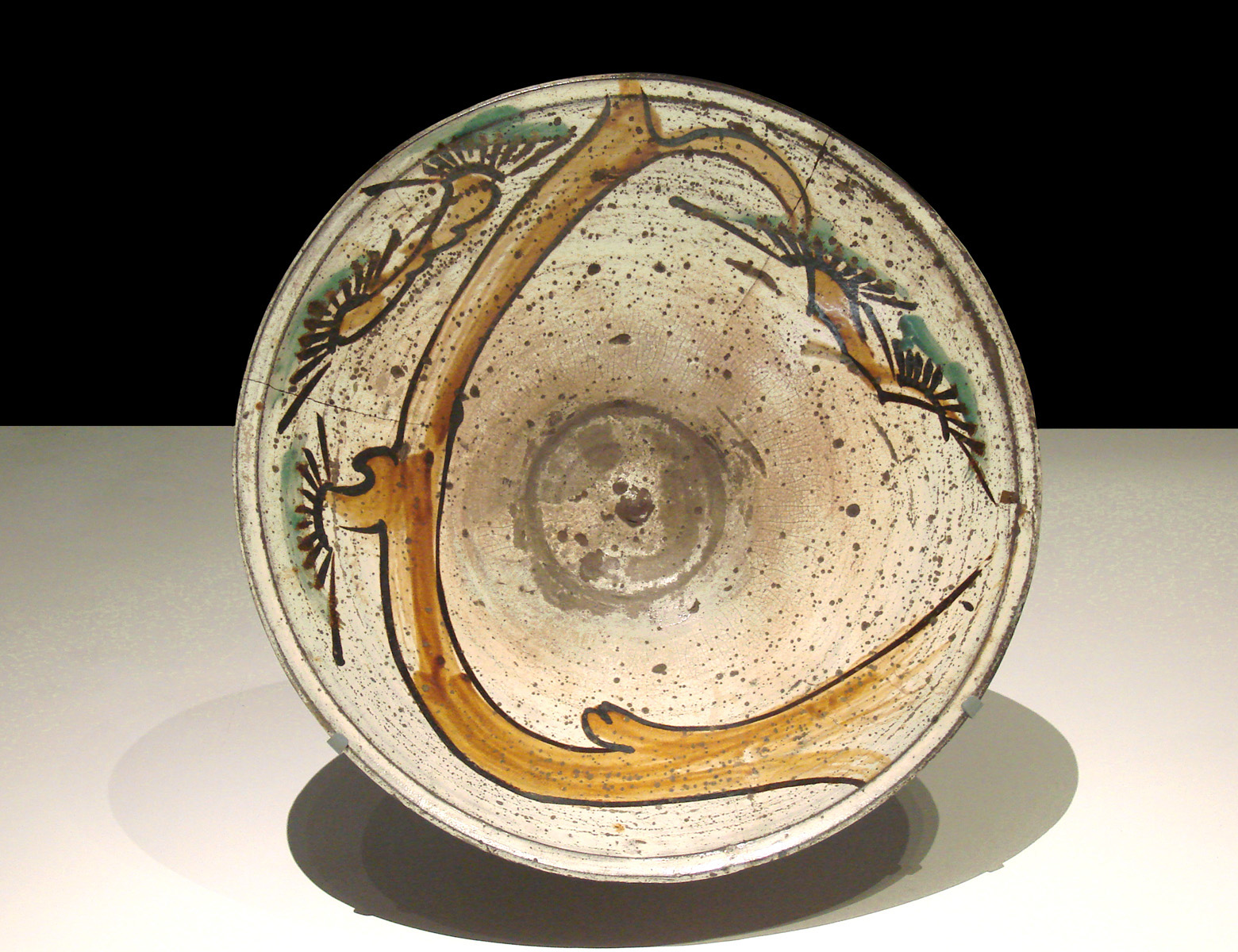
松絵大捏鉢 肥前

日本民藝館は、第二次世界大戦以前に開館した、日本でも数少ない美術館の1つである。近代日本における美術コレクターの多くは大実業家であり茶人であって、彼らの収集は名物の茶道具を中心としたものが多かった。これに対し、柳宗悦の収集品は当時（昭和時代初期）の美術界ではほとんど注目されず、タダ同然の安価で購入できた実用品、日常雑器の類とされた。柳は品物の伝来、由緒、銘の有無などにはこだわらず、自己の直感で美しいと信じるものを収集していった（なお、柳自身も、茶道に関する著書を出している）。
1947年（昭和22年）に柳自らが記した『民藝館案内』という文章によれば、「民芸」とは「民衆的な工芸品」の意である。柳は、日本民藝館は工芸品を収集の中心とし、美術品についても工芸的な美しさをもったものを収集の対象とすると述べている。柳にとって民芸品の調査・収集は文化人類学や民俗学研究のための手段ではなく、「美しいもの」を求めること自体が第一の目的であった。柳の考える美とは、生活の中の美、実用に即した器物の美であり、本人がしばしば用いる言葉にしたがえば、「正しい工藝品」「健康の美」「正常の美」であった。館の収集品もこうした柳の美意識に沿って集められている。
収蔵品は絵画、陶磁器、漆器、染織品など多岐にわたるが、柳の収集の特色を顕著に示すものとしては、朝鮮半島の白磁、染付などの陶磁器、朝鮮民画、初期伊万里の染付、古丹波焼、大津絵、木喰の仏像、沖縄の染織品や陶芸、「かづき」「こぎん」などの東北地方の染織品、スリップウェアなどのイギリスの古陶器、濱田庄司、河井寛次郎、バーナード・リーチ、芹沢銈介、棟方志功などの同人作家の作品などがある。
- 曽我物語図屏風 18世紀
- 絵馬 正徳2年（1712年）
- 玉簪花上遊蝶図 中国 13 - 14世紀
- 築嶋物語絵巻（部分） 16世紀

※ギャラリーの作品名称、年代表記は『日本民藝館手帖』（ダイヤモンド社）による。

### 大津絵のコレクション
日本民藝館には「民画」の一種である大津絵も多く収蔵されている。大部分を占めるのは、初代館長の柳が集めた40点ほどと、大津絵の大コレクターであった米浪庄弌の没後に寄贈された100点あまりである。柳自身は、1919年ごろには大津絵に興味を持っていたとみられており、1929年には『初期大津絵』という書籍を出版している。柳の旧蔵品で掛け軸として仕立てられているものの表装のほとんどを柳自身が考案したとみられており、題材や絵の色調に合わせて工夫が施されている。また、軸には陶芸家の富本憲吉やバーナード・リーチ、河井寛次郎らの陶軸を用いたものもある。旧蔵品の一部の軸書には「宗悦清玩」の文字があり、柳が特に愛蔵したとみてとれるものもある。
大津絵のコレクションの中には大原孫三郎の旧蔵品もある。《鬼の行水》（日本民藝館）は、もとは蒐書家として有名だった渡辺霞亭の所蔵品であった。柳はこの作品に1926年に滋賀県大津市で開かれた「大津絵展覧会」で初めて出会い、「絶品」と評した。渡辺の没後に、その文庫売り立て（競売）が行われ、この絵も出品され、柳も参加したが、最終的には300円の値をつけ、日本画家の山村耕花が落札した。その山村の没後の1940年に、その所蔵品の売り立てが行われ、当時大津絵の価格が市場で高騰していたため、柳は大原孫三郎に購入を依頼し、大原が落札し自らのコレクションに加えられた。その大原が1943年に亡くなり、嗣子の大原總一郎がこの絵を日本民藝館に届け、ようやく柳の手元に置かれることとなり、現在に至るまで日本民藝館に収蔵されている。

## 施設

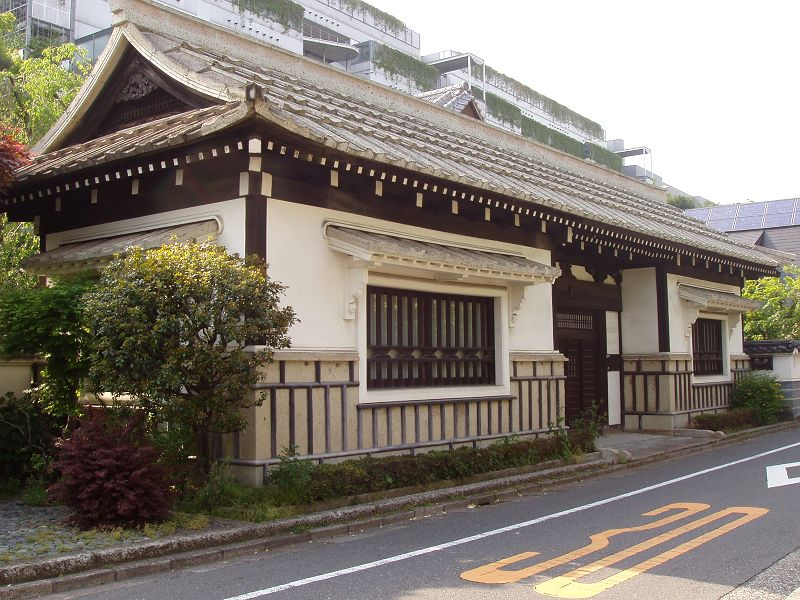
西館（長屋門）（2008年4月撮影）

- 本館 - 木造瓦葺き2階建て　総床面積685.26m2[要出典]
- 新館 - 鉄筋コンクリート造　総床面積754.46m2 1982年に竣工[16]。邸宅の大広間のあった位置に新築された[要出典]。内部空間は本館とつながっている[要出典]。旧大広間は豊田市民芸館に移築された[23]。
- 西館 - 旧柳邸宅（近年修復され限定公開）と、濱田の斡旋で北関東の豪農の家から移築した[24]、明治期建設の石屋根の長屋門（内部は非公開）[要出典]。本館から道路を隔て向かい側にある。柳邸は月に4回ほど公開されている[要出典]。

2001年に、各施設とも日本財団や財界から支援を得て、改修を実施した。

## 文化財

### 重要文化財
- 絵唐津芦文壺 - 2003年登録[27]。絵唐津壺を代表する作品の一つとされる[27]。

### 東京都指定有形文化財
- 本館（附属塀を含む）[28]
- 西館旧柳宗悦邸主屋[28]
- 西館長屋門（附属塀を含む）[28]

## 所在地・アクセス
- 東京都目黒区駒場四丁目3番33号[29]
- 京王電鉄井の頭線駒場東大前駅西口から徒歩7分[29]
- 開館時間　午前10時～午後5時　月曜休館[30]
  - 西館（旧柳邸）は展覧会開催中に月4回公開。詳細は公式サイトを参照。

## 機関誌
- 雑誌『民藝』
  - 日本民藝協会が毎月発行する機関誌[31]。前身は小冊子『たくみ』で創刊（下記参照）。

### 過去の発行
- 雑誌『工藝』- 発足まもない1931年1月に創刊、芹沢銈介、鈴木繁男らが装丁（リンク先は電子出版）
- 雑誌『月刊民藝・民藝』- 1939年4月に創刊、1942年に改称（リンク先は復刻版）、創刊時は式場隆三郎が編集（時局により戦中期に各・休刊）
- 『月刊 たくみ』[31][32]
  - 発行元は銀座で民藝品・工藝品を販売している「銀座たくみ」で、昭和27年10月に『月刊たくみ』で創刊、昭和29年11月に発行権を譲り受け[33]東京民藝協会（事務局は現在も「たくみ」内にある）の機関誌となった。
昭和30年1月より『民藝』に改称され、正式に日本民藝館による機関誌[31][32]で再興された。2002年11月から「銀座たくみ」で、小冊子『たくみ』[34]を不定期で発行した（2014年11月まで57号）。

## 関連する施設
日本各地には、民藝運動の賛同者たちにより運営されている「民藝館（民芸館）」があり。また、無名の職人たちの工芸品・民藝品や民藝運動関係者らの作品は、支援者によっても収集されて各地の美術館・博物館に収蔵・展示されている。

### 全国の民藝館
- 倉敷民藝館（岡山県倉敷市）- 日本で2番目の民藝館[37]。民藝運動の支援者だった大原孫三郎の後継者大原總一郎の支援により、倉敷市の街並みを保存する運動の最初の例として、建物が修復保全され公開された[37]。
- 大阪日本民芸館（大阪府吹田市）- 大阪万国博覧会に日本民藝館が出展参加した際のパビリオンとして開設[38]。1972年3月に大阪日本民芸館として新装開館[38]。万博記念公園内に位置する[38]。
- 富山市民俗民芸村民芸館（富山県富山市）[39]
- 日下部民藝館（岐阜県高山市） - 明治建築の民家が民芸館として公開されている[40]。
- 松本民芸館（長野県松本市）- 民藝運動に共鳴した丸山太郎が民芸品を収集して創館[41][42]。のちに収蔵品と建物が松本市に寄贈され、現在は市立博物館の分館での運営[42]。
- 豊田市民芸館（愛知県豊田市）- 日本民藝館改築の際に、旧大広間と館長室を本多静雄が譲り受け豊田市に寄贈し、整備され第一民芸館として開館[43]。
- 京都民芸資料館（京都府京都市）- 民藝品を蒐集し保存することを第一目的とする施設[44]。
- 鳥取民藝美術館（鳥取県鳥取市） - 民藝運動に傾倒した医師の吉田璋也がプロデュースした新作民藝や、コレクションした民芸品を展示する美術館[45]。
- 出雲民藝館（島根県出雲市） - 民藝の趣旨に感銘を受けた旧豪農山本家が中心となり、倉敷民藝館の初代館長外村吉之介の指導などを得て。昭和49年に開館[46][47]。
- 愛媛民藝館（愛媛県西条市） - 四国で唯一の民藝館[48]。昭和42年、当時の日本民藝協会長・大原總一郎が提唱し、四国における民藝活動の拠点として設立[48]。
- 熊本国際民藝館 （熊本県熊本市）- 倉敷民藝館初代館長外村吉之助が、収集した民藝品の収蔵・展示を目的として開設[49]。
- 日本民藝館沖縄分館（沖縄県那覇市） - 平成4年（1992年）に閉鎖。収蔵品は那覇市立壺屋焼物博物館に寄託[50]。
- 出羽の織座米澤民藝館（山形県米沢市）[51]
- 多津衛民芸館（長野県佐久市） - 柳宗悦に強く影響を受けた教育者小林多津衛によって開館[52]。